# 자유전선 플러스
자유전선 플러스(아프리칸스어: Vryheidsfront Plus, 영어: Freedom Front Plus)는 남아프리카 공화국의 우익 정당이다. 적극적 우대조치와 정당한 보상 없는 토지 개혁에 반대하며 아프리카너 백인과 아프리칸스어를 쓰는 컬러드 인구를 지지기반으로 한다. 또한 웨스턴케이프 주를 비롯한 케이프 지역의 독립을 공식적으로 주장하고 있다.

## 같이 보기
- 컬러드